# Інгрід Лефдаль Бентцер
Інгрід Лефдаль Бентцер (швед. Ingrid Löfdahl Bentzer; нар. 6 грудня 1943) — колишня шведська тенісистка.
Найвищим досягненням на турнірах Великого шолома були чвертьфінали в парному розряді.

## Фінали за кар'єру

### Одиночний розряд (1–2)
| Результат | Ранг | Дата     | Турнір               | Покриття | Суперниця         | Рахунок       |
| --------- | ---- | -------- | -------------------- | -------- | ----------------- | ------------- |
| Поразка   | 0–1  | Лип 1970 | Swedish Open, Бостад | Ґрунт    | Джейн Бартковіч   | 1–6, 1–6      |
| Поразка   | 0–2  | Лип 1971 | Swedish Open, Бостад | Ґрунт    | Гельга Мастгофф   | 4–6, 6–1, 6–3 |
| Перемога  | 1–2  | Лип 1972 | Swedish Open, Бостад | Ґрунт    | Крістіна Сандберг | 2–6, 6–3, 8–6 |